# テテ・モントリュー
テテ・モントリュー（Tete Montoliu、1933年3月28日 - 1997年8月24日）は、スペインのカタロニアで生まれた盲目のピアニスト。本名はヴィセンツ・モントリュー・マッサナ。生まれた時から盲目であった。生まれたのと同じ町で亡くなった。

## 略歴
母の勧めでクラシック・ピアノを10年間学んだが、母親は大のジャズ・ファンであった。彼の最初のピアノとの出会いは盲目の子供のためのピアノ教室におけるエンリク・マスからの指導で、1934年から1944年まで続いた。1944年に母の勧めでペトリ・パロウの個人レッスンを受けることになった。
1946年から1953年までモントリューは、バルセロナのリセウ高等音楽院でジャズと出会った。そこで多くのジャズ・ミュージシャンとプレイを重ねたが、特にアメリカのジャズ・ピアニストのアート・テイタムに影響を受けた。この時期に彼は細やかで繊細なピアノ技術を身につけた。そしてバルセロナのパブでプロとしてのスタートを切った。
ライオネル・ハンプトンがスペイン・フランスを演奏旅行した1956年に彼はプロ・ピアニストとして参加し、同年3月13日に初レコーディングされた。その後、多くのジャズ・ミュージシャンと共演し世界に名が知られるようになった。

## ディスコグラフィ

### リーダー・アルバム
- 『ア・トット・ジャズ』 - A Tot Jazz (1965年、Concentric)
- 『ア・トット・ジャズ2』 - A Tot Jazz/2 (1965年、Concentric)
- Tete Montoliu Presenta Elia Fleta (1966年、Concentric) ※with エリア・フレータ
- 『ピアノ・フォー・ヌリア』 - Piano for Nuria (1968年、SABA)
- Tete Montoliu Interpreta a Serrat (1969年、Discophon)
- Lliure Jazz (1970年、Discophon)
- 『リネの想い出』 - Recordando a Line (1971年、Discophon) ※旧邦題『ブルース・フォー・リネ』
- 『テテ・プレイズ・ラティーナ』 - Temas Latinoamericanos (1973年、Ensayo) ※旧邦題『ラテン・アメリカのテーマ集』
- 『テテ・プレイズ・ボサノヴァ』 - Temas Brasilenos (1974年、Ensayo)
- 『ソングス・フォー・ラヴ』 - Songs for Love (1974年、Enja) ※1971年録音
- 『カタロニアン・ファイアー』 - Catalonian Fire (1974年、SteepleChase)
- 『ソロ・ピアノ〜ミュージック・フォー・ペルラ』 - Music for Perla (1974年、SteepleChase)
- 『テテ!』 - Tete! (1974年、SteepleChase)
- Vampyria (1974年、BASF) ※with ジョルディ・サバテス
- 『テテ・ア・テテ』 - Tête à Tete (1976年、SteepleChase)
- 『ブルース・フォー・マイセルフ』 - Blues for Myself (1977年、Ensayo)
- 『メディテーション』 - Meditation (1977年、Timeless) ※with ジョージ・コールマン
- 『イエロー・ドルフィン・ストリート』 - Yellow Dolphin Street (1977年、Timeless)
- 『シークレット・ラヴ』 - Secret Love (1977年、Timeless)
- 『ボレロ』 - Boleros (1977年、Ensayo)
- 『カタロニアン・フォーク・ソング』 - Catalonian Folksongs (1978年、Timeless)
- Words of Love (1978年、SteepleChase) ※1971年録音
- 『トゥーティーズ・テンポ』 - Tootie's Tempo (1979年、SteepleChase) ※1976年録音
- Al Palau (1979年、Zeleste-Edigsa)
- Lunch in L.A. (1979年、Contemporary)
- Boston Concert (1980年、SteepleChase)
- I Wanna Talk About You (1980年、SteepleChase)
- 『ライヴ・アット・キーストン・コーナー』 - Live at the Keystone Corner (1981年、Timeless) ※1979年録音。旧邦題『ニューヨークの秋』
- Catalonian Nights Vol. 1 (1981年、SteepleChase) ※1980年録音
- Face to Face (1984年、SteepleChase) ※1982年録音 with ニールス＝ヘニング・エルステッド・ペデルセン
- 『ボディ・アンド・ソウル』 - Body & Soul (1983年、Enja) ※1971年録音
- Carmina (1984年、Jazzizz)
- Catalonian Nights Vol. 2 (1985年、SteepleChase) ※1980年録音
- 『ソロ・ピアノ〜ザッツ・オール』 - That's All (1985年、SteepleChase) ※1971年録音
- 『ラッシュ・ライフ』 - Lush Life (1986年、SteepleChase) ※1971年録音
- 『ザ・ミュージック・アイ・ライク・プレイ vol.1』 - The Music I Like to Play Vol. 1 (1986年、Soul Note)
- Catalonian Nights Vol. 3 (1988年、SteepleChase) ※1980年録音
- Orquestra Taller de Músics de Barcelona amb Tete Montoliu (1988年、Justine)
- The Music I Like to Play Vol. 2 (1989年、Soul Note) ※1986年録音
- New Year's Morning '89 (1989年、Fresh Sound) ※with ピーター・キング
- The Music I Like to Play Vol. 3 (1990年、Soul Note)
- 『ザ・マン・フロム・バルセロナ』 - The Man from Barcelona (1990年、Timeless) ※旧邦題『バルセロナの枯葉』
- 『スパニッシュ・トレジャー』 - A Spanish Treasure (1991年、Concord Jazz)
- Sweet 'n Lovely 1 (1991年、Fresh Sound) ※1989年録音 with マンデル・ロウ
- Sweet 'n Lovely 2 (1991年、Fresh Sound) ※1989年録音 with マンデル・ロウ
- The Music I Like to Play Vol. 4 (1992年、Soul Note) ※1990年録音
- 『カタロニアン・ラプソディ』 - Catalonian Rhapsody (1992年、Alfa)
- Music for Anna (1992年、Mas i Mas)
- Per Sempre, Tete (1995年、DiscMedi)
- Tete en la Trompetilla: En Vivo (1995年、SRP Discos)
- Tete Montoliu en El San Juan (1995年、Nuevos Medios)
- Montoliu Plays Tete (1996年、DiscMedi)
- T'Estimo Tant (1996年、DiscMedi)
- Palau de la Musica Catalana (1997年、DiscMedi)
- Momentos Inolvidables de una Vida (1997年、Fresh Sound)
- Jazz en Espana (2005年、Rtve)
- 『バルセロナ・ミーティング』 - Barcelona Meeting (2019年、Fresh Sound) ※1988年録音